# Oliarus scalena
Oliarus scalena är en insektsart som beskrevs av Tsaur 1988. Oliarus scalena ingår i släktet Oliarus och familjen kilstritar. Inga underarter finns listade i Catalogue of Life.